# Stanisława Stanclik
Stanisława Stanclik (ur. 1923, zm. 21 maja 2013) – polska graficzka i ilustratorka, projektantka ilustracji oraz okładek książek i czasopism polskich oraz francuskich.  
Absolwentka ASP w Krakowie. Wieloletnia pracowniczka wydawnictw lekarskich gdzie pracowała jako ilustratorka naukowych książek medycznych. Ilustratorka publikacji geologicznych oraz map. Pochowana 27 maja 2013 na Cmentarzu Prawosławnym w Warszawie, w części rzymskokatolickiej. 